# Tutto tua madre
Tutto tua madre è un singolo del rapper italiano J-Ax, pubblicato il 14 settembre 2018 come primo estratto dal sesto album in studio ReAle.

## Video musicale
Il videoclip è stato pubblicato lo stesso giorno dell'uscita del singolo sul canale YouTube del rapper.

## Tracce
1. Tutto tua madre – 3:30

## Classifiche
| Classifica (2018) | Posizione massima |
| ----------------- | ----------------- |
| Italia            | 8                 |